# Chanoines réguliers de la pénitence des martyrs
Les chanoines réguliers de la pénitence des martyrs (en latin : Ordo Canonicorum Regularium Mendicantium S. Mariae de Metro de Poenitentia Sanctorum Martyrum) sont des chanoines réguliers probablement fondés au XIIIe siècle et supprimés par l'Empire russe en 1832.

## Historique
Les origines de l'ordre sont assez obscures. Certains documents mentionnent l'existence de leurs monastères déjà sous le pontificat de Grégoire IX (1227-1241) mais le premier acte papal les concernant ne remonte qu'au pontificat d'Alexandre IV et porte la date du 9 avril 1256, il est adressé au prieur, à l'église et aux frères Santa Maria de Metrio de Rome qui, avec les monastères de Sainte Élisabeth à Alsfeld et de Saint Pierre de Cujavie, sont placés sous protection apostolique. 
En 1274, à la veille du deuxième concile de Lyon, l'ordre compte des maisons à Rome, en Angleterre, en Allemagne, en Bohême, en Pologne et peut-être en France et en Espagne ; les religieux exercent leur apostolat dans les paroisses et surtout dans les hospices pour pèlerins ; leur costume était blanc, constitué d'une robe et d'un scapulaire avec une croix et un cœur rouge brodé au niveau de la poitrine.
L'observance de la règle de saint Augustin est historiquement documentée à partir des pontificats d'Alexandre IV et de Boniface VIII ; il n’existe que des éditions tardives de leur constitutions religieuses (1612 et 1750) qui sont sensiblement identiques à celles de l'ordre des prêcheurs.
Les traces de la maison-mère de Santa Maria de Metrio à Rome sont déjà perdues au début du XVIe siècle. L'ordre se développe principalement en Bohême (le monastère de Santa Croce Maggiore à Prague, fondé en 1256, survit jusqu'au XIXe siècle, les autres maisons sont détruites pendant les guerres hussites), en Pologne et en Lituanie. Le monastère Saint-Marc de Cracovie est fondé en 1263 par Boleslas V le Pudique et devient en 1470, la maison généralice de l'ordre. C'est dans cette église que se trouve le corps de Michel Giedrojć, le seul bienheureux de l'ordre. Les religieux de Cracovie fonde à Vilnius dès le début de la christianisation de la Lituanie. 
Joseph II supprime les monastères de Pologne (mais les trois derniers religieux quittent la communauté de Saint-Marc de Cracovie en 1807) ; En Lituanie, les monastères sont supprimés par le gouvernement russe en 1832 (les chanoines sont concentrés à Vilnius en 1845 et condamnés à l'extinction).